# Герб Екатеринбурга
Герб Екатеринбурга наряду с флагом и гимном является официальным символом города Екатеринбурга.
Первоначальный вариант герба был принят решением Екатеринбургской городской Думы № 43/1 от 23 июля 1998 года и переутверждён с поправками решением Екатеринбургской городской Думы № 34/59 от 20 мая 2008 года.
Автором герба является заслуженный архитектор России Герман Иванович Дубровин.

## Описание и обоснование символики
Геральдическое описание (блазон) гласит:
В пониженно пересеченном зеленом и золотом поле вверху — серебряные рудокопная шахта (в виде колодезного сруба с воротом о двух рукоятках) и плавильная печь с червленым (красным) огнем внутри, внизу — повышенный лазоревый (синий, голубой) волнистый пояс, окаймленный и продольно тонко разделенный серебром. Щитодержатели — золотые, с червлеными языками, медведь и соболь, имеющие ошейники из черно-золотого беличьего меха (в два ряда) и стоящие на подножии в виде золотой ленты, посередине которой — серебряная друза из пяти кристаллов. Щит увенчан золотой башенной короной о пяти зубцах, имеющей на обруче золотой лавровый венок.
Щит герба Екатеринбурга разделён на две половины — изумрудно-зелёную (исторический территориальный цвет Урала) и золотую. Разделение на два цвета указывает на границу между Европой и Азией.
Верхняя часть щита выполнена в форме обводов стен крепости, которой Екатеринбург являлся в первые годы существования города, на ней изображены рудокопная шахта в виде колодезного сруба с воротом о двух рукоятях и плавильная печь с красным огнём — эти элементы появились на гербе Екатеринбурга ещё в 1783 году и символизируют горнодобывающую и металлургическую отрасли промышленности Урала.
Волнообразный синий пояс символизирует реку Исеть.
Фигуры щитодержателей — медведь, символизирующий европейскую часть России и соболь, символизирующий Азию — изображены с высунутыми языками и оскаленными зубами, потому что они охраняют город.
Золотая лента в нижней части герба является признаком «столичности» Екатеринбурга — одного из крупнейших административных центров России. В середине она украшена серебряной друзой из пяти кристаллов, символизирующей минеральные богатства Урала.
23 мая 2008 года в герб был внесён новый элемент — статусная корона в виде крепостной башни с пятью зубцами с лавровым венком — символом городского округа.

## История

### Первые символы
Первыми символами, связанными с Екатеринбургом, были печати железоделательных заводов, посёлки которых образовали современный город:
- Верх-Исетский казённый Цесаревны Анны железоделательный завод имел клеймо и печать в виде ширококонечного креста, что, по мнению историков, связано с учреждённым в 1735 г. голштинским орденом Святой Анны.
- Верхне-Уктусский железоделательный казённый Цесаревны Елизаветы завод имел на полотне своей печати литеру «Е».
- Уктусский чугуноплавильный и железоделательный казённый завод — литеру «У».
- На печати и клейме Екатеринбургского казённого железоделательного завода, разработанной В.Татищевым в 1734 г.[6], было изображение колеса Святой Екатерины — покровительницы горного дела.

### Проект 1723 года
Первый проект герба Екатеринбурга был разработан между 1723 и 1727 годами графом Францем Матвеевичем Санти или герольдмейстером С. А. Колычевым. Его блазон звучал так:
В зелёном поле серебряное облако с золотыми лучами. В облаке сверху расположена золотая императорская корона, от которой по бокам отходят красные ленты. Под короной — два овала с золотыми вензелями: в правом — Петра I, в левом — Екатерины I. Под овалами расположены накрест лежащие фанфара и жезл, обвитый двумя змеями на ручке. Под облаком изображены, довольно подробно, шахта и заводской цех с крышей и круглой белой трубой (домной).
Существует мнение, что автором этого проекта мог быть и Василий Никитич Татищев, который в своё время занимался геральдикой, написал ряд трудов, составил проекты гербов для Исетской провинции. По мнению историков существование этого герба вполне возможно, но документов о бытовании не сохранилось. Этот герб, также содержит первое упоминание дошедших до сегодняшнего времени устоявшихся символов города — плавильной (доменной) печи и рудокопной шахты. Известен вариант изображения этого герба, изданный на сувенирной продукции (памятных значках) в советский период.

### Знамя Екатеринбургского полка
В Российском архиве древних актов имеется также проект эмблемы для знамени Екатеринбургского полка[какого?], выполненный в форме герба.
Этот проект был разработан в 1773—1775 гг. под началом герольдмейстера князя Михаила Михайловича Щербатова, включён в знамённый гербовник 1775 года имел следующее описание:
В зелёном поле серебряное стропило остриём вверх, обременённое пятью чугунными ядрами; над стропилом располагались три золотые лозы рудоискателя с ветвями вниз; а под ним — золотая кирка рукояткою вниз.
Основная идея предложенного проекта екатеринбургского герба опирается на изображение родового герба Демидовых, где:
В щите, разделённом горизонтальной золотой полосой, в верхнем серебряном поле изображены три зелёные лозы рудоискателя; в нижней части в чёрном поле — серебряный молот (кирка).

### Герб 1783 года
Первый официальный герб Екатеринбурга был утверждён Екатериной II 17 июля 1783 года. В том же году Екатеринбург стал уездным городом Пермского наместничества. Герб с описанием официально отмечен в гербовнике Винклера.
Блазон:
В верхнем поле щита герб Пермский; в нижнем — в зелёном поле серебряная плавильная печь и рудокопная шахта» — что символизировало горнодобывающую и металлургическую отрасли промышленности города.
Авторство герба приписывается князю Щербатову. Многие проекты, разработанные в бытность его герольдмейстером, стали официальными гербами. Вместе с екатеринбургским были утверждены ещё 13 гербов городов Пермского наместничества, в том числе и Перми. Все они объединены единой для Пермского наместничества цветовой гаммой. По традиции уездные гербы были рассечены пополам. В верхней части на красном поле был изображён серебряный медведь, на спине которого поставлено Евангелие в золотом окладе и над ними серебряный крест (Пермский герб), в нижней части — зелёное поле с металлическими фигурами.

### Герб Кёне
В 1862 году в рамках гербовой реформы Кёне был разработан проект нового герба Екатеринбурга, оставшийся неутверждённым.
Блазон:
В серебряном щите чёрная плавильная печь с червлеными швами и таковым же пламенем. В оконечности щита шапочки, черныя и золотыя о двух рядах. В вольной части герб Пермской губернии. Щит украшен серебряною башенною короною о трех зубцах. За щитом две на крест положенныя золотыя кирки, соединенныя Александровскою лентою.
Герб имел украшения с золотыми кирками, Александровской лентой и серебряной башенной короной, в данном случае — атрибуты для уездного промышленного города.
Проекты были высочайше одобрены Александром II. В архиве Сената хранится указ, санкционирующий постепенный переход к гербам, разработанным Кёне «… дабы не тратить царскую казну…». В рамках реформы были утверждены названия и гербы в общей сложности 82 губерний и областей Российской империи, а также входящих в них городов. Была проведена ревизия гербов городов, у которых сменилась административная подчиненность. Однако со смертью Александра II (1881 г.) и скорой смертью самого Б. В. Кёне, реформа так и не была окончена.

### Первая мировая война
Существует вариант изображения герба Екатеринбурга в самостоятельном (без «старшего» Пермского герба) исполнении в соответствии с описанием только нижней части герба 1783 года. Оно нанесено в правом верхнем углу на лицевой стороне лотерейного билета Екатеринбургского комитета Российского общества Красного Креста, выпущенного в 1905 году.
В данном случае герб представляет собой традиционное для герба Екатеринбурга изображение плавильной печи и рудокопной шахты, стоящих на земле на фоне двухцветного лазоревого неба с серебряными облаками, а из трубы плавильной печи исходит чёрный дым. Щит обрамлён дубовыми ветвями, переплетёнными лазоревой (Андреевской) лентой и увенчанными царской короной.

### Советский период
В 1960 году в журнале «Уральский следопыт» был опубликован проект городской эмблемы, представлявший собой следующее:
В белом поле испанского щита чёрный памятник Я. Свердлову влево на фоне серых облаков и червленых сполохов огня. В золотой вершине — название города, выше — маленький флаг РСФСР.
Также в начале 1960-х годов был выпущен сувенирный знак, который может рассматриваться как символ города. На нём было изображено в белом круге доменное оборудование, стоящее на зелёных холмах. Сам круг обрамляли: сверху — красное знамя с серпом и молотом и надписью «Урал»; снизу — два перекрещённых колоса и под ними красная лента с названием города.
В январе 1967 года при подготовке к празднованию 245-летия города был объявлен первый конкурс на разработку герба Свердловска.
В апреле — мае того же года 45 представленных на конкурс проектов выставили в витринах Центрального гастронома. По итогам конкурса, подведённым в июле 1967 г., были присуждены премии и предложено организовать второй тур конкурса. Но его заменила публикация в газете «Вечерний Свердловск» (20 января 1968 г.) проекта, разработанного группой авторов под руководством главного художника города В. А. Фролова — для «наложения последних штрихов», как было указано в преамбуле:
В червленом щите в центре золотой периметр стены крепости Екатеринбургского завода, разделенный на 4 части, включающие лиру, чашу с пламенем, силуэт завода и рудничный ворот. В вершине — золотая звезда. В окончании — лента с датой 1723.
Эти элементы должны были символизировать культуру, науку, индустрию, Советскую власть и преемственность с гербом 1783 года соответственно. Эмблема была рассмотрена и одобрена исполкомом городского совета, и её изображение было помещено на памятном ключе, отлитом к 245-летию Свердловска. Но герб так и не был принят, так как проект получил негативную оценку, в том числе и в газетах. В новых вариантах обнаруживаются изображения ящерицы (золотого полоза) и узла, восходящего к выставочным железным узлам, которые делались на уральских заводах (проект В. Курочкина и П. Евладова).

### Эмблема 1973 года
В 1972 году, в преддверии 250-летия города, была создана рабочая группа (художник М. М. Фаттахутдинов, архитекторы Г. И. Дубровин, А. В. Овечкин, Д. Ионин, В. Говорухин и Н. Алфёров) по разработке городского символа.
Утверждён 13 июня 1973 года решением исполнительного комитета городского Совета народных депутатов № 320.
Принятый городской символ представлял собой следующее:
В серебряном щите в центре червленый периметр стены крепости Екатеринбургского завода; на ней чёрная (золотая) шестеренка и лазуревый столб — полоса реки Исеть, проходящая через периметр крепости. Вверху на столбе стилизованное изображение мирного атома золотом и пяти укороченных золотых же линий. Слева — золотая ящерица, смотрящая вправо, справа — золотой восстающий соболь, смотрящий влево.
Известно, что эта эмблема была вскоре отменена и данный символ не получил распространения в официальном обороте, что не помешало многократным выпускам сувенирных знаков с его изображением.
10 сентября 1991 года городской Совет народных депутатов «восстановил» исторический герб Екатеринбурга 1783 года.

### Проект 1994 года
В 1994 году был организован очередной конкурс по разработке городского герба. По его итогам Б. Р. Будник и В. В. Типикин, авторы двух конкурсных проектов, создали проект, опубликованный 29 декабря 1995 года в газете «Вечерний Екатеринбург». Его описание гласило:
В красном поле золотой контур крепости и вписанное в него серебряное колесо с восемью спицами. Щит герба — прямоугольник, имеющий закругленные нижние углы с остроконечным завершением в центре. Щит увенчан пятиглавой золотой городской короной и украшен перекрещенными за щитом золотыми молотом и бердышом, соединенными голубой Андреевской лентой.
Обоснование символики:
- Красное поле — символ храбрости и мужества.
- Золото обозначает богатство, справедливость и великодушие.
- Серебро символизирует чистоту.
- Голубой цвет обозначает красоту и величие.
- Контур крепости — символ зарождения города-крепости на Среднем Урале.
- Колесо — символ времени, движения из прошлого в будущее, непременный атрибут святой Екатерины, имя которой носит город; клеймо, разработанное В. Татищевым для завода, давшего начало застройке города Екатеринбурга.
- Украшения: молот — символ высокоразвитой промышленности города Екатеринбурга, бердыш — старинное русское оружие, напоминает о ратных подвигах уральцев при защите Отечества".

### Работа над современным гербом

Вариант 1998—2008 годов

Работа над современным гербом началась в феврале 1996 года и шла три года. На первом этапе обсуждались рабочие эскизы, восходящие к проекту, составленному в рамках гербовой реформы Кёне. Затем были предприняты попытки составить новую и оригинальную композицию, для которой предлагались разнообразные гербовые фигуры, в том числе и из числа редких в геральдической практике, такие, например, как крест Святой Екатерины. Однако предложения, выдвинутые местными геральдистами и сотрудниками и учащимися УГАХА (где проводился закрытый конкурс), не были признаны удовлетворительными. Поэтому усилия городской администрации сосредоточились на корректировке сначала эмблемы 1973 года, а затем — городского герба 1783 года. На этом последнем этапе из исторического герба была выведена часть с фигурами пермского герба и видоизменена не вполне отчётливо описанная оконечность нижней (собственно екатеринбургской) части. В конечном итоге в самом гербе появилось изображение волнообразного пояса, представляющего собой реку Исеть, а по сторонам от него — фигуры щитодержателей (символизирующих европейскую часть России и Сибирь), стоящие на ленте, украшенной друзой, указывающей на научный потенциал города и минеральные богатства Урала.
По итогам проведённого конкурса базовый эскиз был послан на экспертизу в Государственную Герольдию при Президенте РФ, которая прислала екатеринбургским разработчикам официальный отказ, так как увидела в нём немало нарушений. Тогда же посоветовали взять за основу герб Пермской губернии, добавив в него элементы, отражающие специфику и исторические особенности нынешней столицы Урала. 2 июля 1998 года на экспертизу в Герольдию был отправлен новый вариант. На этот раз в Екатеринбург пришёл положительный ответ. Государственный герольдмейстер Г. В. Вилинбахов сообщил в письме:
Общая композиция предлагаемого изображения заслуживает одобрения, так как основные нововведенные элементы геральдического и художественного оформления (кристаллы, медведь, соболь, фигурная форма щита) вполне удачно сочетаются с историческим гербом Екатеринбурга, не внося в него искажений
Было внесено лишь несколько изменений: красный цвет поля был заменён на традиционно уральский зелёный, даже малахитовый, а с золотой ленты внизу изображения убрали год основания города.
В результате герб зарегистрирован государственном геральдическом регистре со следующим описанием:
В пониженно-пересеченном зеленом и золотом поле вверху — серебряные рудокопная шахта (в виде колодезного сруба с воротом о двух рукоятках) и плавильная печь с червленым (красным) огнём внутри, внизу — повышенный лазоревый (синий, голубой) волнистый пояс, окаймленный и продольно тонко разделенный серебром. Щитодержатели — золотые, с червлеными языками, медведь и соболь, имеющие ошейники из черно-золотого беличьего меха (в два ряда) и стоящие на подножии в виде золотой ленты, посредине которой серебряная друза из пяти кристаллов.
В 2003 году художником-геральдистом Дмитрием Ивановым на основании описания 1996 года был разработан альтернативный вариант герба. В проекте Д.Иванова щит венчала золотая стенчатая корона, соответствующая статусу областного центра. Проект герба был одобрен Геральдическим советом при Президенте РФ, но не принят екатеринбургскими властями и не использовался. В этом исполнении друза горного хрусталя, в отличие от варианта герба 1998 года, размещалась на девизной ленте, где ей и положено быть по блазону.
Впоследствии герб был дополнен золотой башенной короной с пятью зубцами и лавровым венком — символом городского округа, которым является Екатеринбург, и повторно утверждён решением городской Думы № 34/59 от 20 мая 2008 года. В финальном варианте герба было принято компромиссное решение (между версиями 1998 и 2003 года) по расположению друзы горного хрусталя. Сегодня она располагается так, что закрывает собой нижнюю часть щита и визуально остается в композиции гербовых (щитовых) фигур. Однако, согласно блазону, друза совместно с девизной лентой не входят в эту композицию, а являются отдельным элементом — основанием герба.

## Интересные факты
- Варианту герба Екатеринбурга от 1862 года созвучен герб Луганска 1903 года. Гербы объединяет редко встречающаяся в геральдике фигура — доменная печь;
- Друзу горного хрусталя в силу особенностей первоначального изображения герба легко ошибочно воспринять как щитовую фигуру. Однако, при внимательном прочтении блазона становится ясно, что на самом деле она является украшением девизной ленты и не является частью внутрищитовой композиции.